# Mikuláštíkovo fojtství
Mikuláštíkovo fojtství je roubená stavba fojtství v Jasenné v okrese Zlín. Památku tvoří soubor obytné budovy a hospodářských budov. Památkově chráněná stavba byla 1. října 2014 prohlášena za národní kulturní památku. Patří k nejhodnotnějším památkám karpatské kultury nejen na Zlínsku, ale i v celém regionu.

## Historie
Nově zvoleným místním fojtem se stal v roce 1663 Jura Mikuláštík. Když v roce 1676 vizovická vrchnost utvořila z jasenského fojtství nový panský dvůr, stal se syn Jury Mikuláštíka osobním hajdukem hraběte Prokopa z Gollen a později šafářem. V roce 1726 se ale zase fojtství vrátilo zpět jeho rodině, protože při honu zachránil hraběti život a udělil mu za to zvláštním privilegiem (darovací smlouvou), a to že fojtství mají ve vlastnictví na věčné časy. V roce 1748 se fojt Jiřík  Mikuláštík, který byl syn Jiřího, rozhodl postavit pro svoje fojtství nový velký dřevěný dům s pavlačí, který stojí na svém původním místě až do současnosti, jak byl v dávné době postaven. Posledním fojtem byl František Mikuláštík a to do roku 1848, kdy zaniklo feudální zřízení. Rodina Mikuláštíků se dál věnovala zemědělství. V roce 1964 došlo k násilnému zestátnění objektu a veškerého majetku, který patřil po staletí rodině Mikuláštíků. Od roku 1976 bylo ve fojtství zřízeno muzeum s expozicemi sbírek dokladů hmotné lidové kultury Oblastního muzea jihovýchodní Moravy Gottwaldov (Zlín) přístupné veřejnosti. V roce 1993 bylo fojtství podle zákona o restitucích vráceno rodině Františka Mikuláštíka zpět do soukromého vlastnictví.

## Popis
Jedná se o patrové fojtství s pavlačí, které stojí na kamenných základech. Jednopatrové srubové chalupě obdélného půdorysu v patře probíhá po celé délce pavlač, nesená vyčnívajícími stropnicemi. Čelní štít je svisle bedněný, po stranách schůdkovitě laťovaný. Byly do něj prolomeny tři větrací otvory ve tvaru čtyřlistu. Štít je zakončen kuželovitou kuklou, jejíž záklop nese ornamentální malbu s letopočtem 1748. Ornamentální malba zůstala zachována také na okřídlí. Kukla je zakončena kuželkou. Protilehlý štít je svisle bedněn, ve vrcholu byl pak prolomen větrací otvor ve tvaru kříže na čtyřlistu. Budova má šindelovou sedlovou střechu a šindelem je pokryta také zadní stěna.

## Fotogalerie

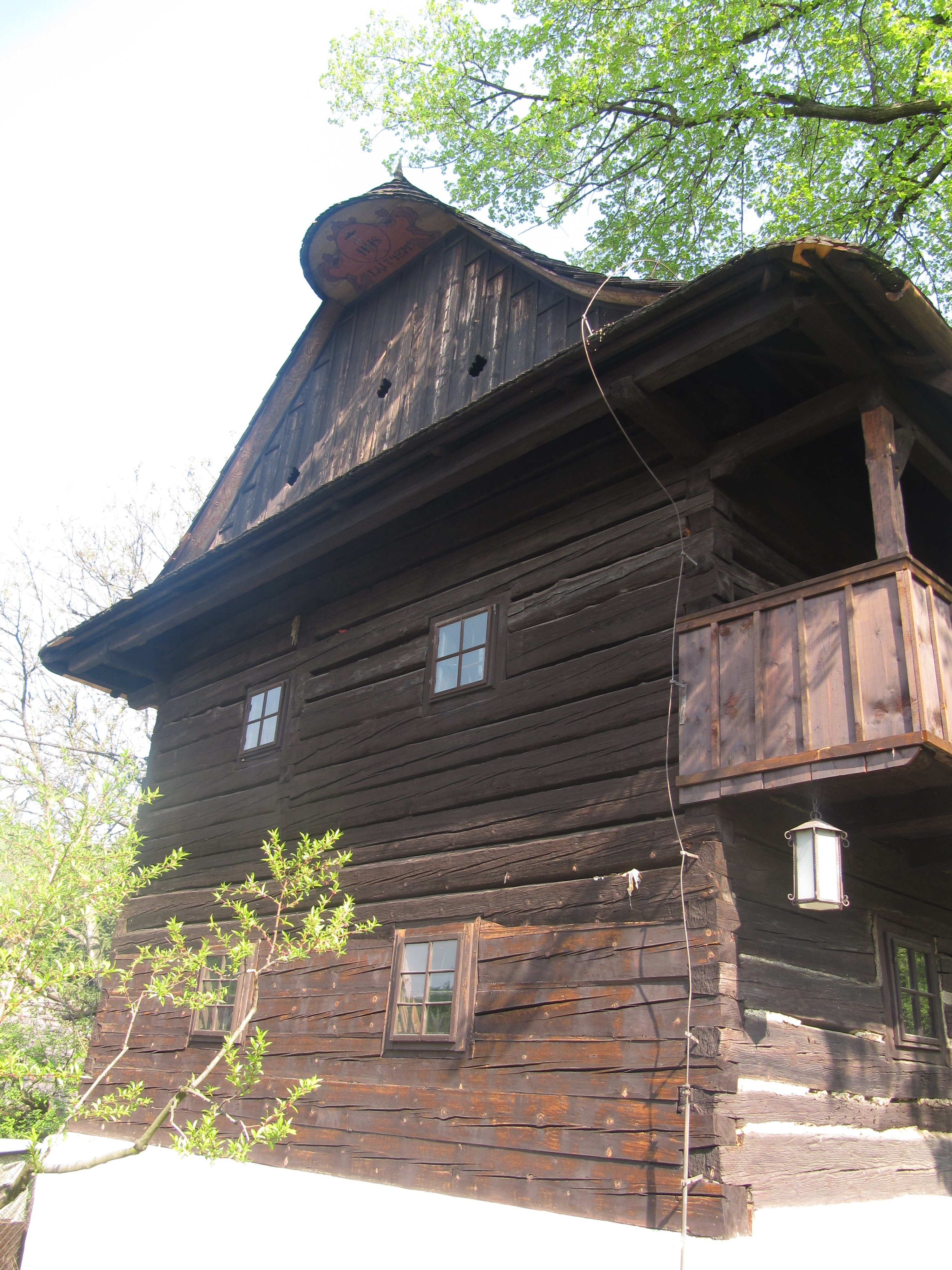
Exteriér
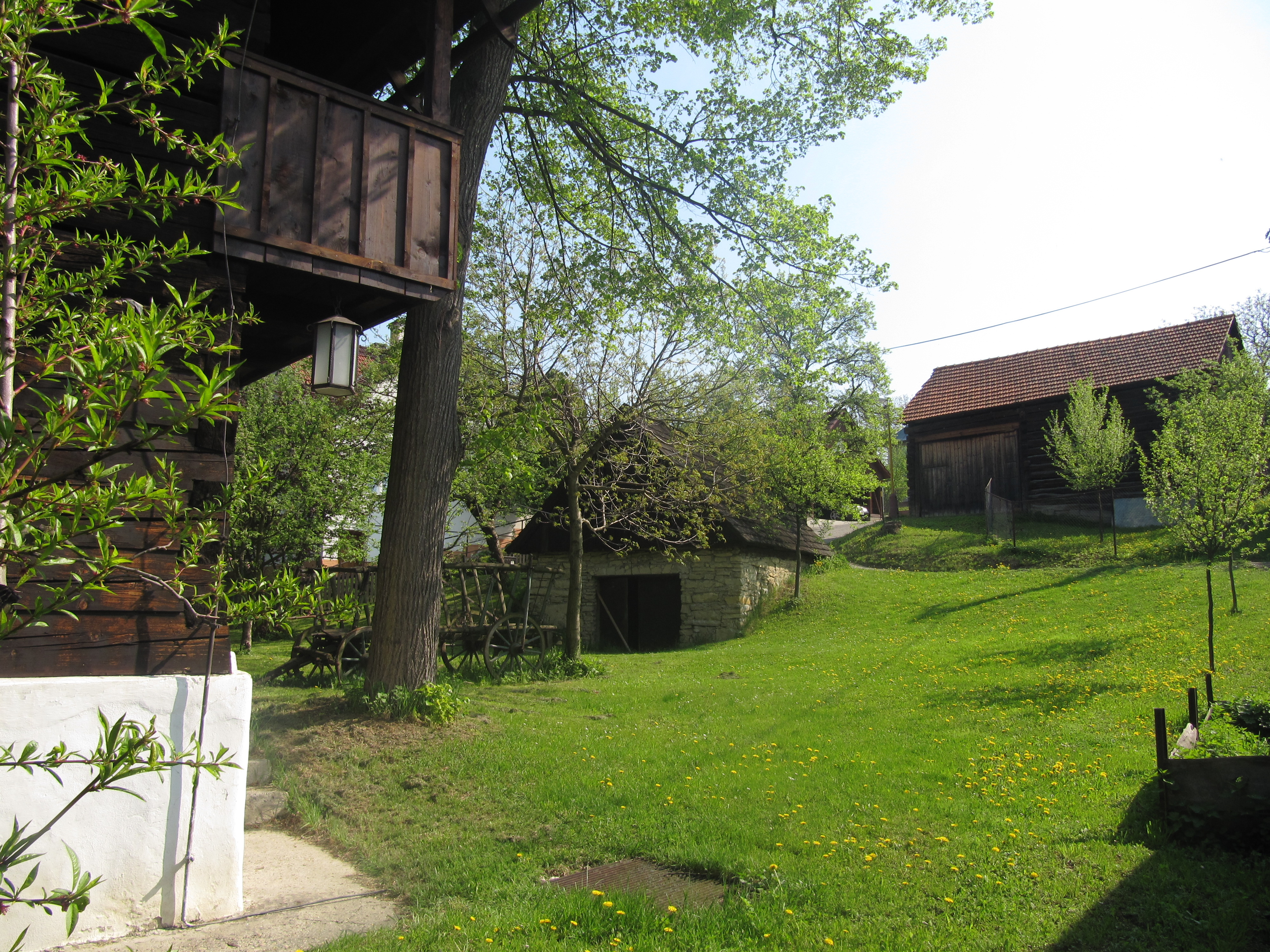
Dvůr
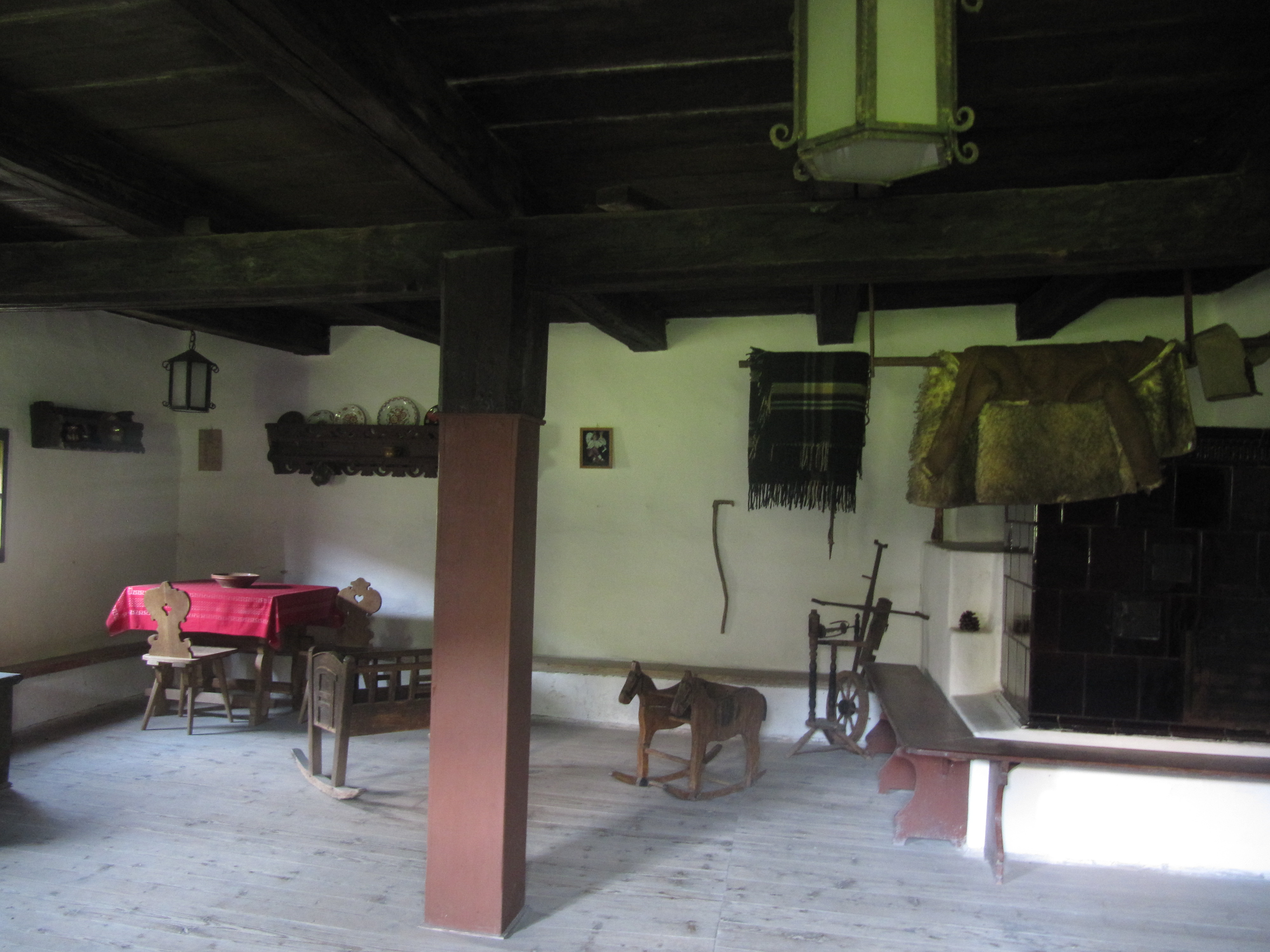
Interiér
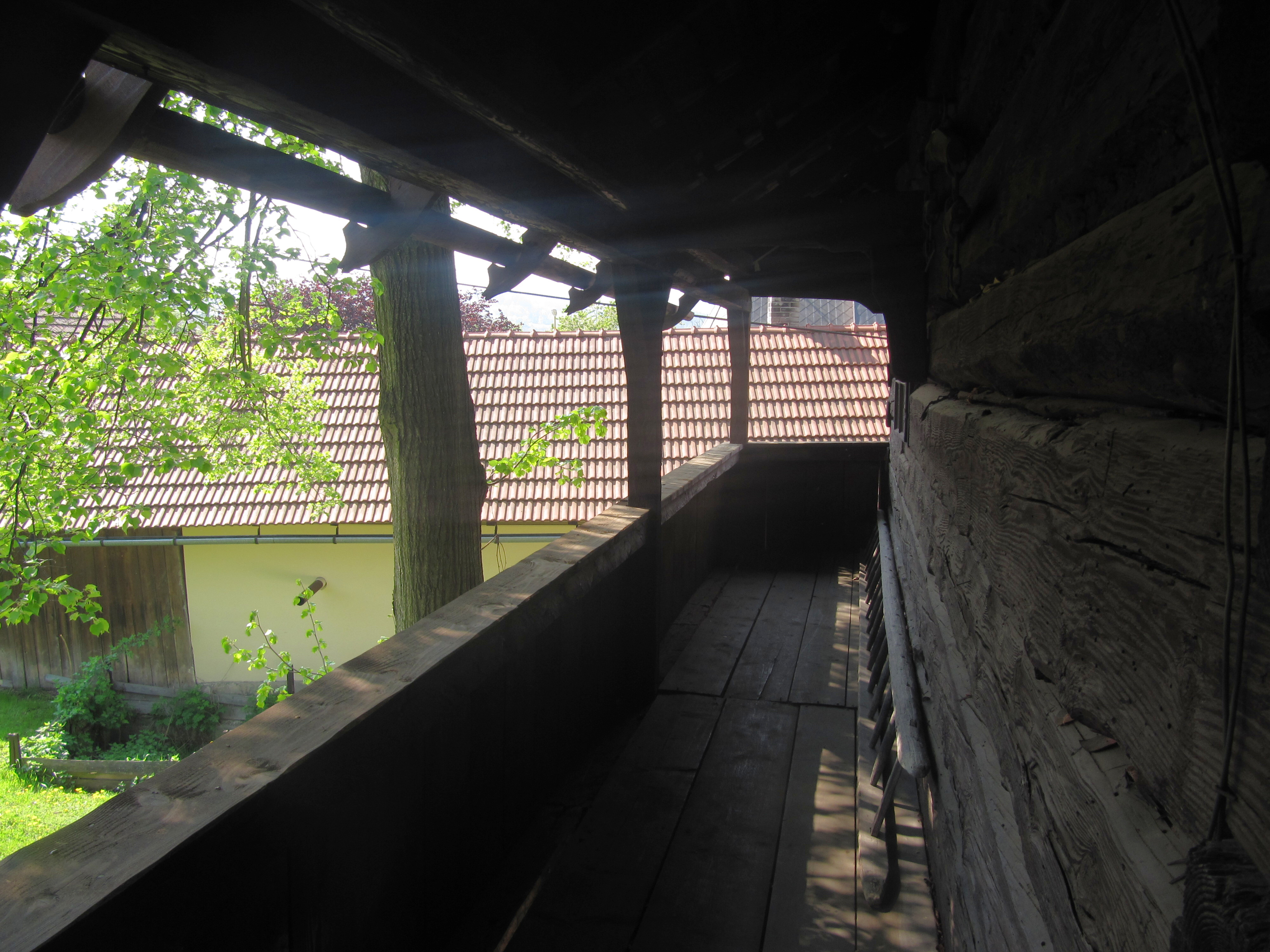
Pavlač